# كوري جاي هودجز
كوري جاي هودجز (بالإنجليزية: Corey J. Hodges)‏ هو قس وكاتب العمود أمريكي، ولد في 14 ديسمبر 1970 في سانت بيترسبرغ في الولايات المتحدة.